# Bi Gan
Bi Gan (chino: 毕赣; Kaili, 4 de junio de 1989) es un director de cine, guionista, poeta y fotógrafo chino. Su primer largometraje, Kaili Blues, se estrenó en 2015 y ganó el premio al Mejor Director Revelación en la 52.ª edición de los Golden Horse Awards, el Premio FIPRESCI, el Premio Golden Montgolfiere en el 37º Festival de los Tres Continentes de Nantes, y el Premio a la Mejor Ópera Prima en el 68.º Festival de Cine de Locarno.

## Biografía
Bi Gan nació en la ciudad de Kaili en la provincia de Guizhou en junio de 1989. Es de etnia Miao.
Durante sus años universitarios, Bi vio Stalker de Andrei Tarkovsky, y luego declaró en una entrevista: "El cine puede ser diferente [de las películas convencionales]; puedes hacer lo que quieras. Lo que había visto hasta ese momento eran principalmente películas de Hollywood. Lo que me enseñaron fue bastante aburrido." Debido a esta película en particular, decidió dedicarse al cine. "Antes de eso, mis padres y mis parientes pensaron que me quedaría sin trabajo después de graduarme porque no quería hacer nada".

## Carrera cinematográfica
En 2010 realizó el cortometraje de ficción South, que ganó el primer premio en el Festival de Cine "Guang Sui Ying Dong" (La luz sigue el movimiento de la sombra), patrocinado por la universidad.
Dos años más tarde, en 2012, realizó un cortometraje en blanco y negro, Diamond Sutra (《金刚经; también conocido como El poeta y cantante), que presenta una historia de asesinato en un pequeño pueblo aislado en la montaña. La película recibió el Premio de Mención Especial de la 19.ª Ifva de Hong Kong (Incubadora de Cine y Medios Visuales en Asia), un premio organizado por el Centro de Artes de Hong Kong, y se ubicó entre los 10 primeros en el 9º Festival de Cine Independiente de China en Nanjing.
En 2015, el largometraje debut de Bi, Kaili Blues, escrito por él, le dio al director emergente una mayor exposición. La película obtuvo el premio al Mejor Director Revelación en la 52.ª edición de los Golden Horse Awards, el Premio FIPRESCI, el Premio Montgolfiere de Oro en el 37º Festival de los Tres Continentes de Nantes, y la Mejor Ópera Prima Premio en el 68.º Festival de Cine de Locarno.
En 2017, Bi escribió y dirigió su segundo largometraje, Largo viaje hacia la noche, protagonizado por Tang Wei, Huang Jue, Sylvia Chang y Lee Hong-chi. La película también tiene su sede en la provincia de Guizhou y se estrenó en 2018.

## Filmografía
- Sur (corto) (2010)
- Tigre (2011)
- Diamond Sutra o El poeta y cantante (corto) (2012)
- Kaili Blues (2015)
- Pez dorado secreto (corto) (2016)
- Largo viaje hacia la noche (2018)
- Una historia corta (corto) (2022)
- Resurrection (2025)